# Le Faisceau
Le Faisceau fue un partido político fascista de Francia, el primer movimiento político de su clase en el país.

## Historia

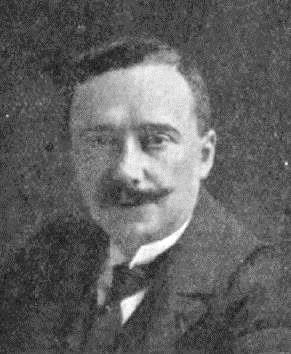
Georges Valois, fundador y líder del partido.

Fue fundado de manera deliberada en la fecha del día del Armisticio, 11 de noviembre de 1925, por el antiguo miembro de Action Française Georges Valois, aunque fue heredero de la publicación del semanario Le Nouveau Siècle, que se había creado el 26 de febrero de 1925. En junio de 1926 llegó a alcanzar los 40 000 inscritos; la cuesta abajo del movimiento comenzó en julio de 1926. Desapareció en abril de 1928, cuando el propio Valois decidió disolverlo.

## Ideología
El partido, de ideología fascista, defendía posturas autoritarias, nacionalistas, corporativistas y productivistas. A pesar del esfuerzo de Valois para conseguir seguidores en la clase obrera con un discurso transversal en el eje izquierda-derecha, el partido se nutrió a la postre esencialmente de las clases medias.
Se ha destacado como elemento novedoso del partido su rechazo del antisemitismo.